# Odds ratio
En estadística, la razón de oportunidades, razón de probabilidades o razón de momios (RM),  —en inglés, odds ratio (OR)— es una medida  utilizada en estudios epidemiológicos transversales y de casos y controles, así como en los metaanálisis. En términos formales, se define como la probabilidad de que una condición de salud o enfermedad se presente en un grupo de población expuesto a un agente, sobre la probabilidad de que ocurra en otro grupo sin exposición al agente. En epidemiología, la comparación suele realizarse entre grupos humanos que presentan condiciones de vida similares, con la diferencia de que uno se encuentra expuesto a un factor de riesgo (mi) mientras que el otro carece de esta característica (mo). Por lo tanto, la razón de momios o de posibilidades es una medida de tamaño de efecto.

## Traducciones al español
Las traducciones de textos de epidemiología al español contienen una gran diversidad de traducciones del concepto odds ratio, que podría traducirse libremente como razón de oportunidades. Entre estas se encuentran los términos que hacen referencia a esta medida en su calidad de razón matemática: razón de probabilidades, razón relativa, razón de oportunidades, razón de posibilidades, razón de momios, razón de productos cruzados, razón de desigualdades, razón de disparidad, razón de exceso. Otros se refieren a la relatividad epidemiológica que se establece entre los términos de la razón, por ejemplo, oportunidad relativa (que mantiene la sigla OR utilizada en inglés),  disparidad, desigualdad relativa, relación impar. En ciertas obras se recoge el barbarismo razón de odds y se colige del concepto de riesgo que implementa la epidemiologia como riesgo de ventajas o riesgos cruzados. Para una discusión de estos usos consultar Tapia & Nieto (1993).

## Definición de los odds
Los odds son la razón o división entre las cuentas de una categoría y las de otra categoría de la misma variable. Por ejemplo, si tenemos una población de personas y hay 40 personas de las cuales 15 son mujeres, el odds de mujeres es la comparación de las cuentas de mujeres entre la cuenta de las personas en la otra categoría, es decir los hombres (40-15=25). 
{\displaystyle Odds(mujeres)={\frac {Cuenta(mujeres)}{Cuenta(hombres)}}}
{\displaystyle Odds(mujeres)={\frac {15}{25}}}
{\displaystyle Odds(mujeres)=3\ a\ 5}, o bien {\displaystyle Odds(mujeres)=0.6}
Odds se relacionan con las proporciones de la siguiente manera:
{\displaystyle Odds={\frac {Proporcion}{1-Proporcion}}}
Si se despeja a proporción en la ecuación anterior, se aprecia que
{\displaystyle Proporcion={\frac {Odds}{1+Odds}}}
Si la proporción es muy pequeña, los odds son aproximadamente iguales a los mismos: Proporción≈Odds

## Definición de los odds ratios
Para mostrar la definición de los odds ratios, es necesario tener al menos dos variables, cada una con al menos dos categorías. Tradicionalmente, tenemos una categoría de afectados por una Enfermedad (Enfermos y Sanos) y otra categoría denominada donde se suele valorar una Exposición (Presente vs Ausente) se puede hacer referencia a la tabla estándar de 2x2 (en el caso de que la exposición tenga dos categorías), también llamada tabla de contingencia. 
| Exposición | Enfermos | Sanos |
| Presente   | a        | b     |
| Ausente    | c        | d     |

Si vemos la definición de los odds arriba mencionada podemos decir que:
{\displaystyle Odds(Enfermos\ Exposicion\ Presente)={\frac {a}{b}}}
{\displaystyle Odds(Enfermos\ Exposicion\ Ausente)={\frac {c}{d}}}
El odds ratio se define como los odds de los enfermos entre los expuestos dividido ente los odds de los enfermos entre los que tienen la exposición ausente, es decir: 
{\displaystyle OR={\frac {Odds(Enfermos\ Exposicion\ Presente)}{Odds(Enfermos\ Exposicion\ Ausente)}}}
Al reemplazar, obtenemos:
{\displaystyle OR={\frac {\frac {a}{b}}{\frac {c}{d}}}}
Al rearreglar los términos tenemos:
{\displaystyle OR={\frac {ad}{bc}}}
El odds ratio tiene valores que van desde 0 hasta el infinito positivo. Los valores de 1 indican que la exposición no pone a riesgo de enfermar ni protege contra la enfermedad. Los valores mayores de 1 indican que la exposición pone a riesgo de enfermar, mientras que los valores inferiores a 1 indican que ésta protege contra la enfermedad.
El odds ratio ya sea cuando la exposición es muy rara en personas sanas y enfermas o bien la enfermedad es rara en el grupo expuesto y el no expuesto, es equivalente al riesgo relativo, debido a que como se aprecia arriba, los odds y las proporciones son muy similares cuando estos números son pequeños.
Los odds ratios son el resultado del modelaje de la regresión logística y su interpretación es la misma independientemente del diseño de estudio. Sin embargo, en el estudio de casos y controles, al realizar el modelaje, el intercepto carece de significado, a diferencia del estudio de cohortes y en el estudio de prevalencia, en los cuales el mismo representa a odds de enfermarse en todas las categorías de referencia del modelo.